# Rango (2011.)
Rango je računalno-animirani film iz 2011. godine, u režiji Gora Verbinskog.
U 2011. godini, film je dobio priznanje najbolji animirani film.

## Glasove posudili
| Ime           | Original         | Hrvatska verzija        |
| ------------- | ---------------- | ----------------------- |
| Rango         | Johnny Depp      | Krešimir Mikić          |
| Bandit Bill   | Ray Winstone     | Goran Navojec           |
| Grahorka      | Isla Fisher      | Zrinka Cvitešić         |
| Dok           | Stephen Root     | Zoran Gogić             |
| Priscilla     | Abigail Breslin  | Tina Puhalo Grladinović |
| Čegrtuša Jake | Bill Nighy       | Aleksandar Cvjetković   |
| Gazimir       | Alfred Molina    | Ivica Zadro             |
| Senor Flan    | George DelHoyo   | Robert Ugrina           |
| Duh Zapada    | Timothy Olyphant | Mladen Vulić            |
| Gradonačelnik | Ned Beatty       | Pero Juričić            |

Ostali glasovi: 
- Nada Abrus
- Krunoslav Belko
- Jasna Bilušić
- Dražen Bratulić
- Mirela Brekalo
- Lea Bulić
- Los Caballeros
- Mima Karaula
- Ozren Grabarić
- Hrvoje Ivkošić
- Slavko Juraga
- Franjo Jurčec
- Filip Juričić
- Martina Kapitan Bregović
- Jadranka Krajina
- Jerko Marčić
- Bojan Navojec
- Ozren Opačić
- Božidar Peričić
- Goran Pirš
- Žarko Potočnjak
- Filip Grladinović
- Ambrozije Puškarić
- Žarko Savić
- Henrik Šimunković
- Mitja Smiljanić
- Silvio Šop
- Ranko Tihomirović
- Drago Utješanović
- Ivana Vlkov Wagner
- Ljubo Zečević

- Sinkronizacija: Duplicato Media d.o.o.
- Redateljica dijaloga i vokalne izvedbe: Ivana Vlkov Wagner
- Prijevod i prilagodba dijaloga: Ivanka Aničić

## Nagrade
U 2011. godini, film je dobio Oscar za najbolji animirani film.

## Vanjske poveznice
- Rango na IMDb-u
- Službena stranica  Arhivirana inačica izvorne stranice od 11. ožujka 2012. (Wayback Machine)